# Opération Primicia
Guerre sale
L'Opération Primicia était un affrontement armé entre l' Armée argentine et les Montoneros - dans leur baptême du feu - qui a eu lieu le 5 octobre 1975 à la base du RIM 29 de Formose (province homonyme). Ce fut l’un des épisodes les plus importants de la lutte armée en Argentine dans les années soixante-dix. Cela se produit sous le gouvernement constitutionnel de Isabel Martínez de Perón.

## Contexte
Le 25 mai 1973 , un nouveau cycle démocratique avait commencé en Argentine, sous la présidence du péroniste Héctor José Cámpora, après presque deux décennies de dictatures et de gouvernements à légitimité limitée, dans lesquels le péronisme avait été interdit et Juan Domingo Perón contraint à l'exil. Le gouvernement constitutionnel de Cámpora a été précédé par une dictature appelée Révolution argentine, qui avait supprimé les partis politiques et cherchait à établir un régime militaire permanent selon la doctrine de sécurité nationale que les États-Unis soutenaient en Amérique latine pendant la guerre froide contre le bloc soviétique.
La Révolution argentine a dû faire face à une forte résistance populaire qui a atteint des caractéristiques insurrectionnelles, principalement à travers des colonies urbaines (Cordobazo, Rosariazo, Tucumanazo, Mendozazo , Correntinazo, etc.) et des organisations de guérilla.
Les dictatures militaires se distingueraient principalement par leur position contre le péronisme. La principale organisation d'opposition de guérilla non péroniste, d'idéologie marxiste-léniniste, était l'Armée populaire révolutionnaire (ERP). Ceux qui sympathisaient avec le péronisme étaient les Montoneros, les Forces armées révolutionnaires (FAR) et les Forces armées péronistes (FAP). Ces trois-là finiront par fusionner sous le nom commun de Montoneros.
Les villes insurrectionnelles (par exemple Cordobazo) et les actions de guérilla ont tellement usé la dictature qu'elle a été obligée d'autoriser des élections libres en 1973. Ces élections ont été remportées par le candidat péroniste Héctor José Cámpora, qui avait le soutien d'une large jeunesse, les secteurs progressistes et de gauche, y compris les secteurs de la guérilla, qui ont joué un rôle crucial dans la résistance contre la dictature. Cependant, il y a eu des luttes de palais même au sein du péronisme lui-même - Perón n'a pas pu diriger la formule présidentielle justicialiste pour les élections de mars 1973 et c'est pourquoi Héctor Cámpora l'a fait à sa place- pour lequel l'un des problèmes principaux problèmes que le gouvernement démocratique de Cámpora a dû résoudre était la tension entre les forces armées, majoritairement favorables à la doctrine de la sécurité nationale et aux coups d'État dans la lutte globale contre le communisme, et les organisations de guérilla qui avaient lutté contre la dictature et ont aidé à la renverser.
Durant les premiers mois du gouvernement démocratique, les organisations de guérilla sont restées inactives. L'ERP a déclaré publiquement qu'il n'agirait pas contre le gouvernement si celui-ci ne menait pas d'actions répressives. Montoneros, pour sa part, qui faisait parfois partie du gouvernement, avait décidé d'agir légalement.
La situation s'est cependant rapidement détériorée. En 1973, les gouvernements démocratiques de l'Uruguay et du Chili ont été renversés par deux coups d'État en faveur de la doctrine de sécurité nationale, ne laissant que l'Argentine comme pays démocratique dans la région. Un secteur influent du gouvernement péroniste, dirigé par le ministre José López Rega, appartenait secrètement à la loge Propaganda Due (P2), partisan du terrorisme d'État pour réprimer le « communisme », qui en Argentine était identifié comme « la gauche ». À cette fin, au milieu de l’année 1973, l'Alliance anticommuniste argentine (Triple A) commença à agir, dirigée par le ministre López Rega lui-même.
Le 12 juillet 1973, le président Cámpora démissionne et Raúl Lastiri, gendre de López Rega et membre du P2, assume la présidence par intérim. Le 23 septembre 1973, de nouvelles élections ont eu lieu, que Juan Domingo Perón a remportées avec une écrasante majorité. Quelques jours avant l'entrée en fonction de Perón, le secrétaire général du syndicat des travailleurs, José Ignacio Rucci, a été assassiné et pendant sa présidence, après avoir qualifié les organisations de guérilla d'« gens stupides qui crient» et d'«imberbe». la plupart des responsables gouvernementaux liés aux groupes progressistes et de gauche ont été expulsés, dans certains cas à la suite de coups d'État provinciaux. Au cours de cette période, l'organisation de guérilla non péroniste, l'ERP, a mené une attaque contre la garnison militaire Azul , au cours de laquelle trois soldats et un guérillero sont morts, tandis que deux autres guérilleros ont été victimes de disparition forcée.
Perón est décédé neuf mois seulement après son entrée en fonction comme président, le 1er juillet 1974. À partir de ce moment, les actions du gouvernement à travers Triple A et ses organisations liées se sont multipliées de manière géométrique, jusqu'à établir une pratique systématique du terrorisme d'État. Le 31 juillet 1974, le député national Rodolfo Ortega Peña du Peronisme de Base est assassiné.

## Attaque de la caserne
L'attaque a été planifiée par Raúl Yaguer et approuvée par les commandants des Montoneros Mario Firmenich, Roberto Perdía et Roberto Quieto.
Les Montoneros attaquent les installations du régiment à 16h25, heure de la sieste locale . La plupart des militaires étaient en permission : certains avaient un jour de congé et d'autres dormaient dans le quartier militaire à côté du régiment. Montoneros pensait que les soldats restants, pour la plupart de jeunes conscrits , les rejoindraient, mais ils ne l'ont pas fait. Dix conscrits et deux policiers sont morts au cours de l'attaque, et un total de 28 personnes sont mortes pendant toute l'opération. Les Montoneros s'attendait à saisir quelque 200 fusils d'assaut FN FAL, mais n'a pu en prendre que 50.

## Conséquences
Le président par intérim de l'Argentine à cette époque était Ítalo Luder, car Isabel Perón avait pris un congé. Lúder a signé trois décrets exhortant les militaires à « anéantir les éléments subversifs ». Les forces armées menaient déjà l'Operativo Independencia contre l'ERP maoïste dans la province de Tucumán. Ce décret a étendu leur zone d'opérations à l'ensemble du pays.
Il y avait un large soutien pour que Lúder reste président, mais Isabel Perón est revenue à la présidence. L'armée l'a destituée lors du coup d'État argentin de 1976 et a poursuivi la sale guerre pendant le processus de réorganisation nationale . Montoneros et ERP ont finalement été vaincus. L'armée est tombée du pouvoir en 1983 et la Commission nationale sur les disparitions de personnes (CONADEP) a recensé plusieurs milliers de disparitions forcées perpétrées par l'armée lors du conflit avec la guérilla.